# Ludes
Ludes – miejscowość i gmina we Francji, w regionie Grand Est, w departamencie Marna.
Według danych na rok 1990 gminę zamieszkiwało 678 osób, a gęstość zaludnienia wynosiła 55 osób/km².